# Propsednura eyrei
Propsednura eyrei är en insektsart som beskrevs av Rehn, J.A.G. 1953. Propsednura eyrei ingår i släktet Propsednura och familjen Pyrgomorphidae. Inga underarter finns listade i Catalogue of Life.